# Брестовачка река
Брестовачка река или Бањска река је лева притока Црног Тимока и отока Борског језера која се налази у источној Србији. Дужина реке је 24 km, а слив обухвата површину од 150 km².
Ова река протиче кроз Брестовачку бању, села Брестовац и Метовница и улива се у Црни Тимок.
Пре преграђивања Брестовачке реке и стварања Борског језера 1958. године, Брестовачка река је настајала спајањем река Ваља Жони и Марецове реке које извиру на Црном врху. 
Данас је овај водоток угрожен због загађености канализационим отпадним водама, али и због отварања рудника Чукару Пеки.